# 주룰루
주룰루(朱Lulu, 1879년 4월 24일 ~ 1961년 9월 3일)는 한국의 기독교 지도자, 선교사, 교육자이다. 한국의 초기 기독교 평신도 지도자, 전도부인의 한 사람이다. 1905년부터 1907년까지는 해주 의정학교의 국어 교사였고, 1907년부터는 전도사가 되어 황해도 해주와 주변 지역에서 기독교 선교활동을 시작, 1945년까지 전도사로 활동했다.
본명은 주포기였으며 기독교 세례를 받고 세례명인 룰루로 이름을 고쳤다. 독립운동가 김명신의 어머니이다. 3.1 운동 당시 민족 대표자의 한 사람인 박희도는 그의 조카 사위였다. 개성 출신.

## 생애

### 초기 활동
주룰루는 1879년(고종 16년) 4월 24일 경기도 개성부 화장산 근처에서 태어났으며 본명은 주포기였다. 극도로 가난하여 주포기의 아버지가 가출하였고, 그의 어머니는 무당이었다. 그의 외외가는 무당 집안으로 본래 주포기의 외할머니는 무당이었으며, 어머니는 본래 무당이 아니었지만 가출한 아버지로 인해 충격을 받고 역시 횡설수설하더니 무당이 되었다 한다. 네살 때 어머니와 헤어져 외할머니 아래에서 성장하였다. 정식 교육은 받지 못하였지만 그는 스스로 한글을 깨우쳐 열흘 만에 한글을 읽고 쓸 수 있게 되었다 한다.
청일전쟁이 터지자 그녀는 어머니와 함께 해주의 수봉골로 피난 갔다가 일본군이 처녀를 잡아간다는 소문이 돌자 어린 나이에 그곳의 농사꾼과 결혼을 하였다. 그러나 시집살이가 너무나 심하여 친정으로 도망치기도 하고 중이나 무당이 되어 시집살이를 면하고 싶어했다. 1901년 어느 날 어느 전도부인을 만나 세례를 받고 기독교인이 되었다.

### 기독교 입교와 기적
1901년 어느 날 전도부인의 인도를 받은 주룰루는 먼저 해주읍에 사는 외할머니를 전도해 줄 것을 요청했다. 뜻밖에도 외할머니는 그 전도부인의 전도를 받고 흔쾌히 예수를 믿기로 작정하고 굿할 때 쓰던 물건들을 모두 불태우고 교인이 되었다. 그의 친정 어머니는 조금 오래 끌다가 3년 후에 교인이 되었다. 그러나 시집식구들의 심한 구박을 받게 되었다. 1901년 6월 24일 저녁에 갑자기 아프기 시작하여 굿을 해보았지만 나을 병이 아니라고 하였다. 그때 친정 외할머니가 찾아와 귀신 쫓는 도가 있다며 찬송을 부르고 기도를 드린 후에 돌아갔는데, 이때부터 아픈 것이 사라졌다 한다. 이때부터 그는 독실한 교인이 되었다.
하루는 다섯 살 된 아들을 앞세우고 친정으로 가다가 어떤 남자가 20리 길을 자꾸 따라왔다 한다. 이때 그는 무서운 마음에 욕을 하고 소리를 지르다가 갑자기 그 일로 미친 사람이 되었다. 이후 남편은 그를 냉대했고 남편 외에도 시집식구들은 그를 미친 여자라며 멀리하였다.
1905년의 조용한 집안에 혼자 남게 되었는데 선반 위에 있는 종이 뭉치를 읽어보고는 예수는 구주라는 마음이 생겼고 옆에 놓여 있던 물로 귀신 쫓는다고 맞았던 상처에 바르니 몇 시간이 지나지 않아 낫기 시작하였다고 한다. 광기가 들렸다 하여 무당을 데려와 보름 동안 경 읽기와 복숭아나무 가지 매질로 고치지 못했던 병, 그 이전에 친정에서 교인들조차 고치지 못했던 병이 순식간에 낫게 됐다 한다. 선반에 있던 천주교에서 쓰이는 성호경(聖號經)과 성수(聖水)는 사실 시어머니가 가져다 놓은 것이었다. 시어머니가 말하기를 "너는 늘 마귀와 싸우는 사람이었으므로 어느 때든지 성교(천주교)를 믿든지 예수를 믿어야 할 줄 알았다. 그 물도 일찍이 내가 너를 위하여 하나님의 물을 대신하여 성호경과 전도지와 함께 가져다 둔 것이다"라고 하였다.

### 교회 활동
1905년(광무 8년) 8월 1일 그녀는 어머니를 따라 해주읍 교회에 처음으로 나갔으며 이때부터 사경회에도 열심히 참석하고 그 해 12월 C. 크리체트(C. Critchett, 한국 이름 구원복) 목사에게서 세례를 받고 룰루란 세례명을 받고 이름을 고쳤다. 이후 그는 해주 읍내의 전도부인으로 활동하였으며, 어머니와 외할머니까지 교회에 나가게 되었다. 선교사들이 주관하는 사경회에 나가기 시작하여 빠짐없이 출석했고, 노블 부인의 주선으로 사범과를 졸업했다.
그러나 해주읍교회에서의 신앙생활은 순탄하지 않았는데, 남편의 박해와 매로 인하여 기절하면서도 신앙을 지켰다 한다. 마침내 남편이 그를 쫓아내자 오히려 잘 되었다고 생각하고 그는 친정으로 돌아가 교회 일에 전념하였다. 이후 아들 김명신을 데리고 친정으로 돌아간 그녀는 교회 일에만 전념하던 중 힐만 선교사의 천거로 해주 의정학교에 나가 한글 교사로 활동하였다.
1907년 2월 출타하고 돌아온 남편이 갑자기 병자가 되어 돌아왔는데, 약으로도 낫지 않았다. 시집에 갔으나 시집 사람들은 노골적으로 주룰루를 비난하고 나섰다. 그러나 정작 남편은 병중에서도, "내가 너무도 당신을 학대하고 하나님께 죄를 지은 까닭에 몸이 이같이 아픈 모양이니 나도 오늘부터 예수를 믿겠소. 근처에 예수 믿는 이들을 청하여 나를 위하여 기도하고 찬송해 주시오"라고 말하는 것이었다. 그는 알고 있는 성경이야기며 진리의 말씀을 가르쳐주었고 친정어머니도 와서 예배를 드렸다. 그리고 아픈 몸을 이끌고 해주읍교회를 다녀온 후 5일 만에 사망했다. 이어 어린 둘째 아들도 병으로 사망하였다. 그는 다시 아들 김명신을 데리고 친정으로 돌아갔다.

### 전도 부인 활동과 전도사 생활
1907년(융희 1년) 가을 힐맨 선교사가 그녀를 전도부인으로 임명하고 강녕, 백천, 연안 등으로 파송되어 일했다. 그가 강녕에서 4년 동안 선교를 한 결과 교인이 늘어나 17개 교회가 개척되기도 하였으며, 배천에서 전도부인으로 있을 때는 시집의 시어머니와 구박하던 동서가 예수를 믿게 된 것을 접하였다.
전도사가 된 후 1945년 해방되기까지 해주읍 남본정 교회에서 전도사로 시무하였다. 해방 후 경기도 부천군 소사면으로 이주했다가 다시 서울 후암동에 정착했으며 6.25 전쟁 이후에는 성북구의 성북 일신교회에 나가 시무하였다. 1961년 9월 3일 서울에서 81세로 사망하였다.

## 가족 관계
- 아들 : 이름 미상, 요절
- 아들 : 김명신, 독립운동가
- 며느리 : 박경신, 목사 박계화의 딸
- 조카사위 : 박희도, 3.1 운동 당시 민족 대표자의 한 사람

## 같이 보기
- 전도부인
- 전도사
- 강도사
- 김명신
- 어윤희

## 참고 자료
- 이덕주, 《한국 교회 처음 여성들》 (홍성사, 2007)
- 김해연, 《한국 기독교회사:한국 기독교 문화사 및 사상사》 (성지출판사, 1999)